# Phyllonorycter purgantella
Phyllonorycter purgantella là một loài bướm đêm thuộc họ Gracillariidae. Nó được tìm thấy ở miền nam Pháp và Tây Ban Nha.
Ấu trùng ăn Cytisus purgans. Chúng ăn lá nơi chúng làm tổ. They create a lower surface tentiform mine.